# Tillandsia candida
Tillandsia candida är en gräsväxtart som beskrevs av Elton Martinez Carvalho Leme. Tillandsia candida ingår i släktet Tillandsia och familjen Bromeliaceae. Inga underarter finns listade i Catalogue of Life.